# French Stewart
Milton French-Stewart IV (Albuquerque, 1964. február 20. –), szakmai nevén French Stewart, amerikai színész és humorista. Legismertebb szerepei Harry Solomon az NBC Űrbalekok című sitcomjában, Bigyó felügyelő a 2003-as Bigyó felügyelő 2. című filmben, valamint Rudy séf a CBS Anyák gyöngye című sitcomjában.

## Gyermekkora és tanulmánya
Stewart az új-mexikói Albuquerque-ben született. Édesanyja háziasszony volt, mostohaapja pedig mikrofilm-technikus. A Del Norte középiskolába járt, és az Amerikai Színművészeti Akadémián is tanult.[forrás?]

## Magánélete
Stewart 1998. május 19-én vette feleségül Katherine LaNasa színésznőt. LaNasa 1996-ban vendégszereplő volt az Űrbalekok egyik epizódjában; Stewart ekkor ismerte meg. 2009 decemberében váltak el. 2011 júniusában feleségül vette Vanessa Claire Smith színésznőt. Lányuk, Helene Claire Stewart 2013. június 28-án született.